# Festival Internacional de Cine Fantástico de Bucheon
El Festival Internacional de Cine Fantástico de Bucheon (en hangul, 부천국제판타스틱영화제; en hanja, 富川國際판타스틱映畵祭), o BiFan, por sus siglas en inglés, es un festival de cine celebrado anualmente durante el mes de julio en Bucheon, Corea del Sur. Antes de 2015, se conocía como el Festival Internacional de Cine Fantástico de Puchon o PiFan. Inaugurado en 1997, el festival se centra en películas de terror, suspenso, misterio y fantasía de Corea del Sur e internacionales, con especial atención al cine asiático del este y sudeste asiático.
El 25 ° Festival Internacional de Cine Fantástico de Bucheon se celebró del 8 al 18 de julio de 2021 y contó con 257 películas de 47 países. Debido al impacto del COVID-19 se realizó en un formato 'híbrido' (en línea y fuera de línea) en 5 lugares diferentes, incluidos Oul Madang y CGV Picnic. De acuerdo con las pautas de cuarentena para la contención de la pandemia de COVID-19, la proyección en línea de 154 películas (61 largometrajes, 93 cortometrajes), que son aproximadamente 60% de todo el festival, está abierto en el servicio WAAVE over-the-top (OTT).

## Boicot
El festival se enfrentó a un boicot en 2005 para protestar por lo que los críticos consideraron una intromisión por parte del alcalde de Bucheon, Hong Geon-pyo. Un evento rival llamado RealFanta fue organizado ese año en las mismas fechas por el ex director del festival Kim Hong-joon. El festival regresó en 2006 sin ninguna disputa bajo la dirección del veterano cineasta Lee Jang-ho y un nuevo equipo de programación.